# Milner Ayala
Milner Ayala (Asunción, 3 settembre 1928 – 29 luglio 2001) è stato un calciatore paraguaiano, di ruolo attaccante.